# شهرستان هویلای
شهرستان هویلای (به لاتین: Huilai County) یک منطقهٔ مسکونی در چین است که در جیه‌یانگ واقع شده‌است.